# ميخائيل راي غارفين
ميخائيل راي غارفين (بالإنجليزية: Michael Ray Garvin)‏ هو لاعب كرة قدم أمريكية أمريكي، ولد في 29 سبتمبر 1986 في العليا ساددلي ريفر في الولايات المتحدة.